# آناتولی گویدا
٫
آناتولی گویدا (به انگلیسی: Anatoli Guidea) کشتی‌گیر اهل بلغارستان است. گویدا در بازی‌های المپیک تابستانی ۲۰۱۲ نمایندهٔ کشتی آزاد از کشور بلغارستان در وزن ۶۰ کیلوگرم بوده‌است.
آناتولی گویدا در بازهای کشتی قهرمانی جهان سال 2007 در باکو در وزن 60 کیلوگرم شرکت کرد گویدا مدال نقره جهان را در این وزن کسب کرد